# Distrikt Girne
Der Distrikt Girne (türkisch Girne İlçesi; griechisch Επαρχία Γκίρνε) ist einer der sechs Distrikte der Türkischen Republik Nordzypern. Sein Hauptort ist Girne. Im Jahr 2011 hatte der Distrikt 69.163 Einwohner.
Der Distrikt Girne entspricht dem Bezirk Kyrenia der Republik Zypern.

## Gemeinden
Der Distrikt Girne besteht aus 3 Städten und 44 Gemeinden. Städte sind fett dargestellt. Alle Gemeinden befinden sich vollständig auf Gebiet der Türkischen Republik Nordzypern.
- Agia Irini
- Agios Amvrosios
- Agios Epiktitos
- Agios Ermolaos
- Agios Georgios
- Agirta
- Agridaki
- Asomatos
- Bellapais
- Charchia
- Diorios
- Elia
- Fota
- Ftericha
- Kafazani
- Kalogrea
- Kampyli
- Karakoumi
- Karavas
- Karmi
- Karpasia
- Kato Dikomo
- Kepini
- Komurcu
- Kontemenos
- Kormakitis
- Koutoventis
- Krini
- Kyrenia
- Lapta
- Larnakas
- Livera
- Motides
- Myrtou
- Oga
- Paleosofos
- Panagra
- Pano Dikomo
- Pileri
- Sikhari
- Sysklipos
- Templos
- Thermia
- Trapeza
- Trimithi
- Vasilia
- Vouno